# Good Things End
Good Things End is een Nederlandse rockband. De band werd opgericht in 2002. De band bestaat geheel uit familieleden: drie broers en één zus.
Good Things End laat zich inspireren door bands als Skunk Anansie, Muse en System Of A Down. Ze treden een tijd lang op in het "kleine circuit", en worden begin 2007 landelijk bekend doordat de radiozender 3FM en muziekzender TMF hun single I Know oppikt uit respectievelijk Serious Talent en TMF Kweekvijver. Ze krijgen een aanbod de single opnieuw op te nemen, en daarnaast wordt er voor de band een videoclip gemaakt. Enkele weken later wordt de single de Megahit en Superclip.
In 2010 zingt Colette op het album My favorite scar van de gelijknamige band.

## Discografie

### Albums
| Album met eventuele hitnotering(en) in de Nederlandse Album Top 100 | Datum van verschijnen | Datum van binnenkomst | Hoogste positie | Aantal weken | Opmerkingen |
| ------------------------------------------------------------------- | --------------------- | --------------------- | --------------- | ------------ | ----------- |
| Out of nowhere                                                      | 2008                  | 07-06-2008            | 85              | 2            | [ 2 ]       |

### Singles
| Single met eventuele hitnotering(en) in de Nederlandse Top 40 | Datum van verschijnen | Datum van binnenkomst | Hoogste positie | Aantal weken | Opmerkingen |
| ------------------------------------------------------------- | --------------------- | --------------------- | --------------- | ------------ | ----------- |
| I know                                                        | 2006                  | 11-11-2006            | 49              | 7            | [ 2 ]       |
| End of story                                                  | 2007                  | 22-12-2007            | 28              | 5            | [ 2 ]       |